# Юнусобод (станція метро)
41°19′41″ пн. ш. 69°17′01″ сх. д. / 41.32806° пн. ш. 69.28361° сх. д.
Юнусобод (узб. Yunusobod)  — станція Юнусободської лінії Ташкентського метрополітену, розташована між станціями Шахрістон та Туркістон.

## Історія
Відкрито 29 серпня 2020 у складі черги Шахрістон — Туркістон.

## Конструкція
Колонна двопрогінна станція мілкого закладення (глибина закладення — 8 м) з однією острівною платформою на дузі.

## Колійний розвиток
Станція без колійного розвитку.

## Опис
7 листопада 2016 року розпочато будівництво станції «Юнусобод» і «Туркістон», раніше припинене через витік ґрунтових вод. При будівництві використані будівельні техніки з Німеччини і Росії. У проекті була застосована німецька технологія, через що водоносний пласт був подоланий з використанням залізобетонних тюбінгів. Повністю добудовано 15 червня 2020 року. За повідомленням прес-служби «Узбекистон Темір йуллари», загальна вартість будівництва станції «Юнусобод» і «Туркістон» склала 103,8 млн доларів США. 29 серпня 2020 року станції «Юнусобод» і «Туркістон» введені в експлуатацію.

## Пересадки
- Автобуси: 60, 72, 82, 91, 96, 97, 140, 149, 152, 90м
- Маршрутки: 7 м, 8 м, 20 м, 27 м, 80 м, 141 м, 123 м, 134 м, 167 м, 178м